# Anolis tropidolepis
Espèce
Synonymes
- Norops tropidolepis (Boulenger, 1885)
- Anolis curtus Boulenger, 1898

Anolis tropidolepis est une espèce de sauriens de la famille des Dactyloidae. 

## Répartition
Cette espèce est endémique du Costa Rica. Elle se rencontre entre 1 600 et 2 600 m d'altitude sur le volcán Irazú et à Monteverde.

## Publication originale
- Boulenger, 1885 : Catalogue of the lizards in the British Museum (Natural History) I. Geckonidae, Eublepharidae, Uroplatidae, Pygopodidae, Agamidae, Second edition, London, vol. 1, p. 1-436 (texte intégral).